# Bulworth
Bulworth é um filme estadunidense de 1998, uma comédia escrita, produzida, dirigida e estrelada por Warren Beatty.

## Sinopse
Acreditando que sua carreira política está no fim, o senador Jay Bulworth faz uma apólice de seguro e contrata um assassino profissional para matá-lo. Sem nada a perder, ele começa a dizer uma série de verdades e torna-se o político mais popular do país. Seu único problema passa a ser encontrar o assassino antes que este cumpra o contrato.

## Elenco
- Warren Beatty .... Jay Billington Bulworth
- Halle Berry .... Nina
- Oliver Platt .... Dennis Murphy
- Kimberly Deauna Adams .... Denisha
- Sean Astin .... Gary
- Ernie Banks .... Leroy
- Christine Baranski .... Constance Bulworth
- J.Kenneth Campbell .... Anthony
- Thomas Jefferson Byrd .... Tio Rafeeq
- Don Cheadle .... L.D.
- Stanley DeSantis .... Manny Liebowitz
- Nora Dunn .... Missy Berliner
- Paul Sorvino .... Graham Crockett
- John McLaughlin .... Comentarista de TV
- William Baldwin .... Amante de Constance Bulworth
- Michael Clarke Duncan
- Paul Mazursky
- Jack Warden
- George Hamilton

## Principais prêmios e indicações
Oscar 1999 (EUA)
- Indicado na categoria de melhor roteiro original.